# 발키레이
발키레이(Valkyrae, 1992년 1월 8일 ~ )는 미국의 게임 스트리머, 유튜버이다. 2020년부터 유튜브에서 가장 많은 조회수를 기록중인 여성 스트리머이며, 2022년 포브스 30 언더 30에 선정된 30인 중 한 명이다.

## 영상 목록

### 영화
- 패밀리 플랜 (2023)

## 같이 보기
- 유튜버 목록